# Black Mirror
Black Mirror är en brittisk dramaserie, först producerad för Channel 4. Serien är skapad av satirikern, författaren och journalisten Charlie Brooker (född 1971), och avsnitten är fristående från varandra. Serien hade premiär 2011 på Channel 4. Sedan säsong tre, som hade premiär 2016, visas serien av Netflix. Totalt har serien visats i sju säsonger samt ett specialjulavsnitt och en långfilm vid namn Bandersnatch (2018).
Serien har beskrivits som en satirisk och skruvad sci-fi som utforskar konsekvenserna av ny teknik. Eftersom avsnitten är fristående är det bara ett fåtal skådespelare som återkommit i flera avsnitt, och de som gjort så har vanligen medverkat i nya roller. Bland de skådespelare som uppmärksammats för sina insatser i serien finns bland andra Bryce Dallas Howard, Miley Cyrus, Jon Hamm, Daniel Kaluuya, Jesse Plemons och Letitia Wright.
År 2012 erhöll serien en internationell Emmy för bästa mini-TV-serie producerad utanför USA.

## Avsnitt – titlar

### Första säsongen
1. The National Anthem
2. 15 Million Merits
3. The Entire History of You

### Andra säsongen
1. Be Right Back
2. White Bear
3. The Waldo Moment
4. White Christmas – specialjulavsnitt

### Tredje säsongen
1. Nosedive
2. Playtest
3. Shut Up and Dance
4. San Junipero
5. Men Against Fire
6. Hated in the Nation

### Fjärde säsongen
1. USS Callister
2. Arkangel
3. Crocodile
4. Hang The DJ
5. Metalhead
6. Black Museum

### Femte säsongen
1. Striking Vipers
2. Smithereens
3. Rachel, Jack and Ashley Too

### Sjätte säsongen
1. Joan Is Awful
2. Loch Henry
3. Beyond the Sea
4. Mazey Day
5. Demon 79

### Sjunde säsongen
1. Common People
2. Bête Noire
3. Hotel Reverie
4. Plaything
5. Eulogy
6. USS Callister: Into Infinity